# Liste der Gemeindeverbände im Département Jura
Das Département Jura liegt in der Region Bourgogne-Franche-Comté in Frankreich. Es untergliedert sich in 14 Gemeindeverbände.
Siehe auch: Liste der Gemeinden im Département Jura

## Gemeindeverbände

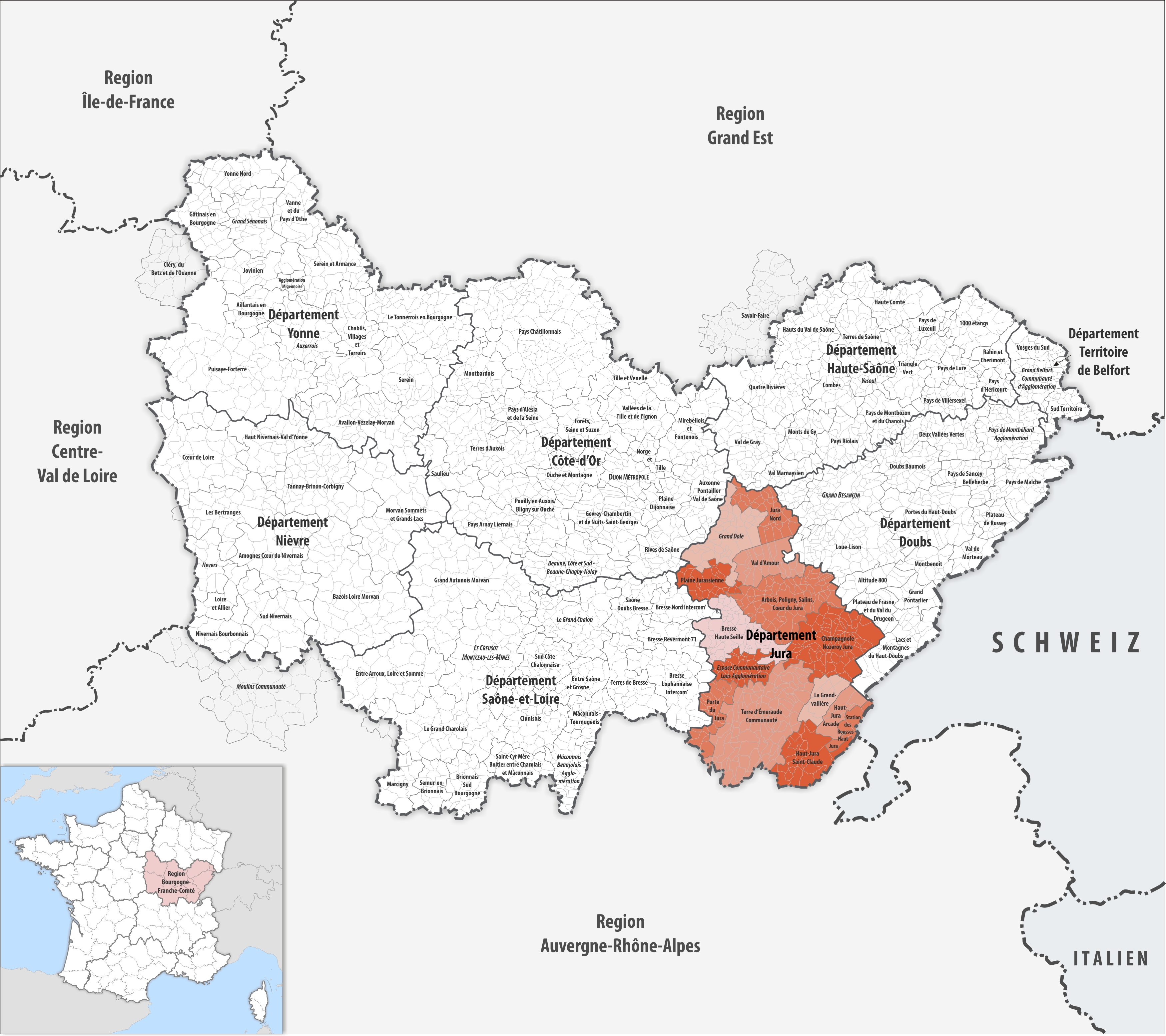
Gemeindeverbände im Département Jura

| Gemeindeverband                         | Gemeinden im Départ./Verband | Einwohner 1. Januar 2022 | Fläche km² | Dichte Einw./km² | SIREN- Nummer | Rechtsform                 | Gründungsdatum    |
| --------------------------------------- | ---------------------------- | ------------------------ | ---------- | ---------------- | ------------- | -------------------------- | ----------------- |
| Arbois, Poligny, Salins, Cœur du Jura   | 65/65                        | 21.429                   | 598,25     | 36               | 200 071 595   | Communauté de communes     | 16. Dezember 2016 |
| Bresse Haute Seille                     | 54/54                        | 19.149                   | 438,67     | 44               | 200 069 615   | Communauté de communes     | 7. Dezember 2016  |
| Champagnole Nozeroy Jura                | 66/66                        | 22.936                   | 622,92     | 37               | 200 069 623   | Communauté de communes     | 7. Dezember 2016  |
| Espace Communautaire Lons Agglomération | 32/32                        | 34.210                   | 196,74     | 174              | 200 071 116   | Communauté d’agglomération | 14. Dezember 2016 |
| Grand Dole                              | 47/47                        | 54.697                   | 424,43     | 129              | 200 010 650   | Communauté d’agglomération | 19. Dezember 2007 |
| La Grandvallière                        | 8/8                          | 5.406                    | 169,68     | 32               | 243 900 610   | Communauté de communes     | 30. Dezember 1994 |
| Haut-Jura Arcade Communauté             | 4/4                          | 9.097                    | 147,37     | 62               | 243 900 479   | Communauté de communes     | 31. Dezember 1993 |
| Haut-Jura Saint-Claude                  | 22/22                        | 19.431                   | 366,45     | 53               | 200 026 573   | Communauté de communes     | 16. November 2010 |
| Jura Nord                               | 32/32                        | 11.804                   | 264,07     | 45               | 243 900 560   | Communauté de communes     | 30. Dezember 1994 |
| Plaine Jurassienne                      | 21/21                        | 9.077                    | 210,02     | 43               | 243 901 089   | Communauté de communes     | 21. Dezember 2001 |
| Porte du Jura                           | 21/21                        | 10.520                   | 207,41     | 51               | 200 072 056   | Communauté de communes     | 19. Dezember 2016 |
| Station des Rousses-Haut Jura           | 4/4                          | 7.300                    | 100,52     | 73               | 243 900 354   | Communauté de communes     | 31. Dezember 1993 |
| Terre d’Émeraude Communauté             | 92/92                        | 24.295                   | 979,93     | 25               | 200 090 579   | Communauté de communes     | 1. Januar 2020    |
| Val d’Amour                             | 24/24                        | 9.054                    | 272,72     | 33               | 243 900 420   | Communauté de communes     | 31. Dezember 1993 |